# Classe Ob'
Le unità appartenenti alla classe Ob’ (progetto B-320 secondo la classificazione russa) sono navi ospedale di grandi dimensioni, entrate in servizio in quattro esemplari tra il 1980 ed il 1990.

## Tecnica
Le Ob' sono navi ospedale di grandi dimensioni, ben attrezzate per svolgere con successo il loro ruolo di assistenza medica. Infatti, a bordo di ogni nave sono presenti tre sale operatorie, una farmacia e dieci dipartimenti diagnostici e terapeutici. Complessivamente, sono in grado di assistere contemporaneamente fino a 100 pazienti. Inoltre, a bordo è presente un centro benessere da 200 posti.
Le Ob', inoltre, possono anche imbarcare un elicottero Ka-25.
In caso di necessità, possono essere utilizzate anche come trasporti truppa.
Ne sono state costruite due versioni, che presentano piccole differenze esterne.

## Il servizio
Le Ob' furono costruite in Polonia in quattro esemplari. Oggi, tre sono ancora in servizio con la marina russa, mentre la capoclasse è stata radiata.
Progetto B-320
- Ob’: entrata in servizio il 28 marzo 1980, è stata radiata il 16 agosto 1997. Nel 2007, risulta che sia stata venduta alla Cina, che intende ripararla ed utilizzarla, sempre come nave ospedale.
- Yenisey: entrata in servizio nel 1981, oggi è operativa nel Mar Nero.

Progetto B-320 II
- Sivr': entrata in servizio nel 1989, rimase vittima di un grave incendio il 10 marzo 1999, che provocò tre morti. Nel 2000 fu messa in stato di allerta per svolgere le operazioni di assistenza ad eventuali marinai feriti del K-141 Kursk, quando ancora non si sapeva della morte di tutto l'equipaggio. Attualmente in servizio nella Flotta del Nord.
- Irtysh: operativa dal 1990 nella Flotta del Pacifico.